# Миропольский, Леонтий Семёнович
Лео́нтий Семёнович Миропо́льский, Митропо́льский (около 1744–1745, Гетманщина — 16 [28] августа 1819, Санкт-Петербург) — русский живописец, иконописец и художник-копиист, малый портретист русского классицизма второй половины XVIII века, ассоциируемый со школой Д. Г. Левицкого. Академик Императорской Академии художеств (с 1794; ассоциированный член — «назначенный» с 1778).

## Биография
Родился на Украине; происходил из «малороссийских казачьих детей». Учился в Императорской Академии художеств; считался учеником Д. Г. Левицкого. Получил звание «назначенного в академики» (1778) за «написанной с натуры мужской портрет». В 1786 году получил подписанную Д. Г. Левицким программу на звание академика, по которой написал портрет адъюнкт-ректора Академии художеств Г. И. Козлова (находился в музее Академии художеств; с 1923 года в Русском музее).
Был похоронен на Смоленском православном кладбище; могила не сохранилась.

## Творчество
Получал многочисленные заказы от Академии на выполнение портретных и иных работ. Особенно славился написанными портретами детей. Исполненные Миропольским портреты отличаются строгой индивидуализацией образа и близки работам его учителя Д. Г. Левицкого (портреты Вяземских, портреты графини Комаровской, Е. А. Мельгуновой и Д. Ф. Астафьевой).
Был также превосходным копиистом и иконописцем. Писал иконы для Андреевского собора в Кронштадте (уничтожен).
В Государственном Русском музее хранится его портрет великого князя Константина Павловича в детстве.
Его работы ныне имеются в Государственной Третьяковской галерее, Государственном Русском музее, Национальной галерее Республики Коми.

## Галерея

Избранные работы Л. С. Миропольского
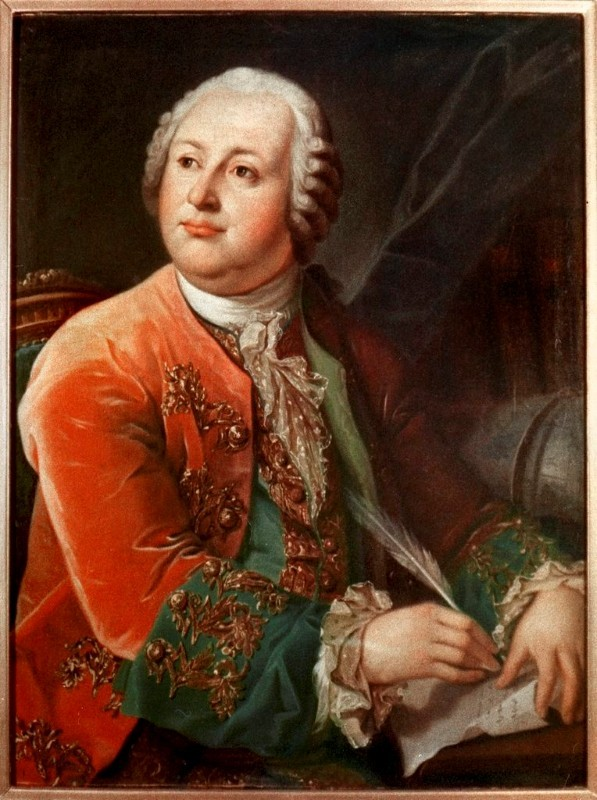
Портрет М. В. Ломоносова (1787)
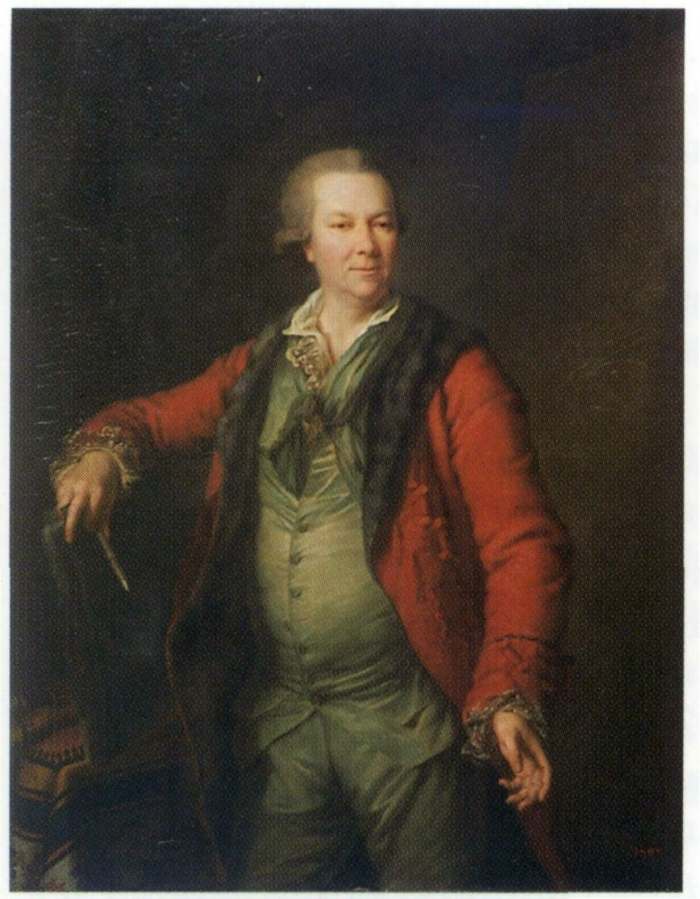
Портрет Г. И. Козлова (1780-е)
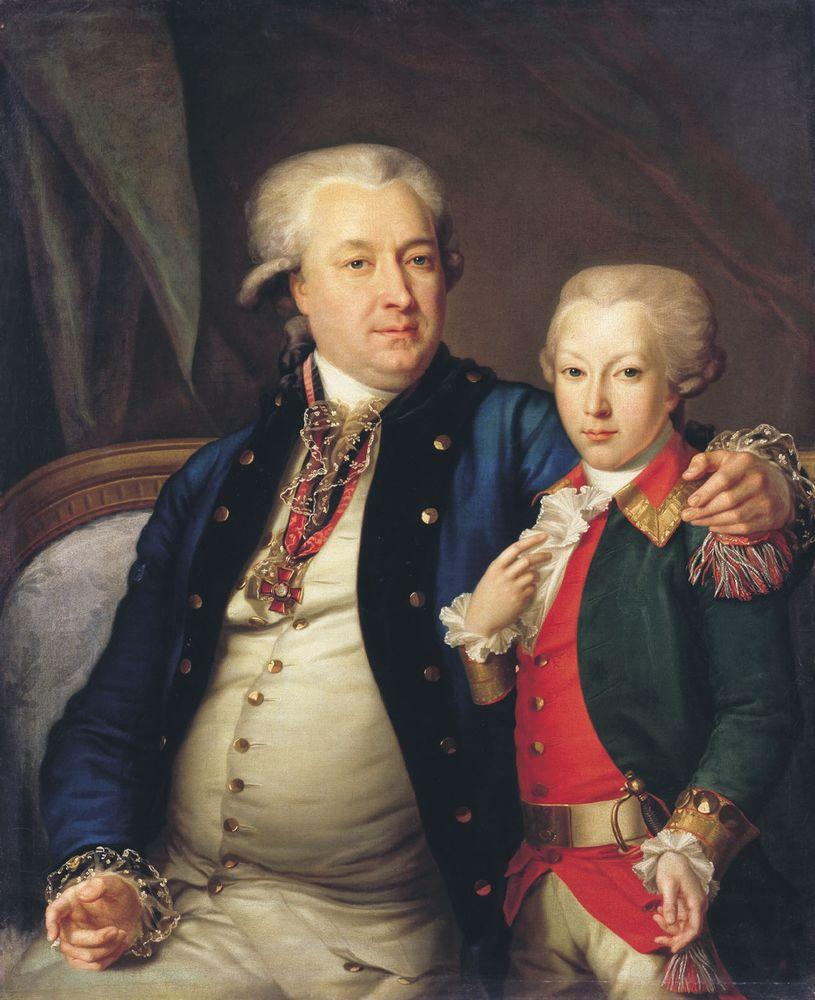
Портрет неизвестного с сыном (Портрет графа Н.Н.Трубецкого с сыном)(1789)
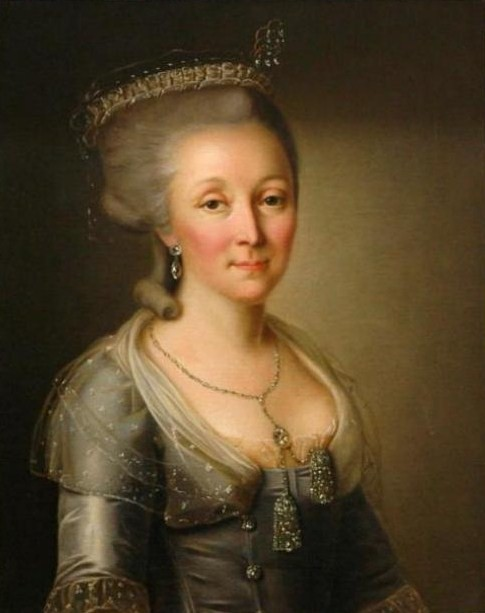
Портрет княгини  Елены Вяземской
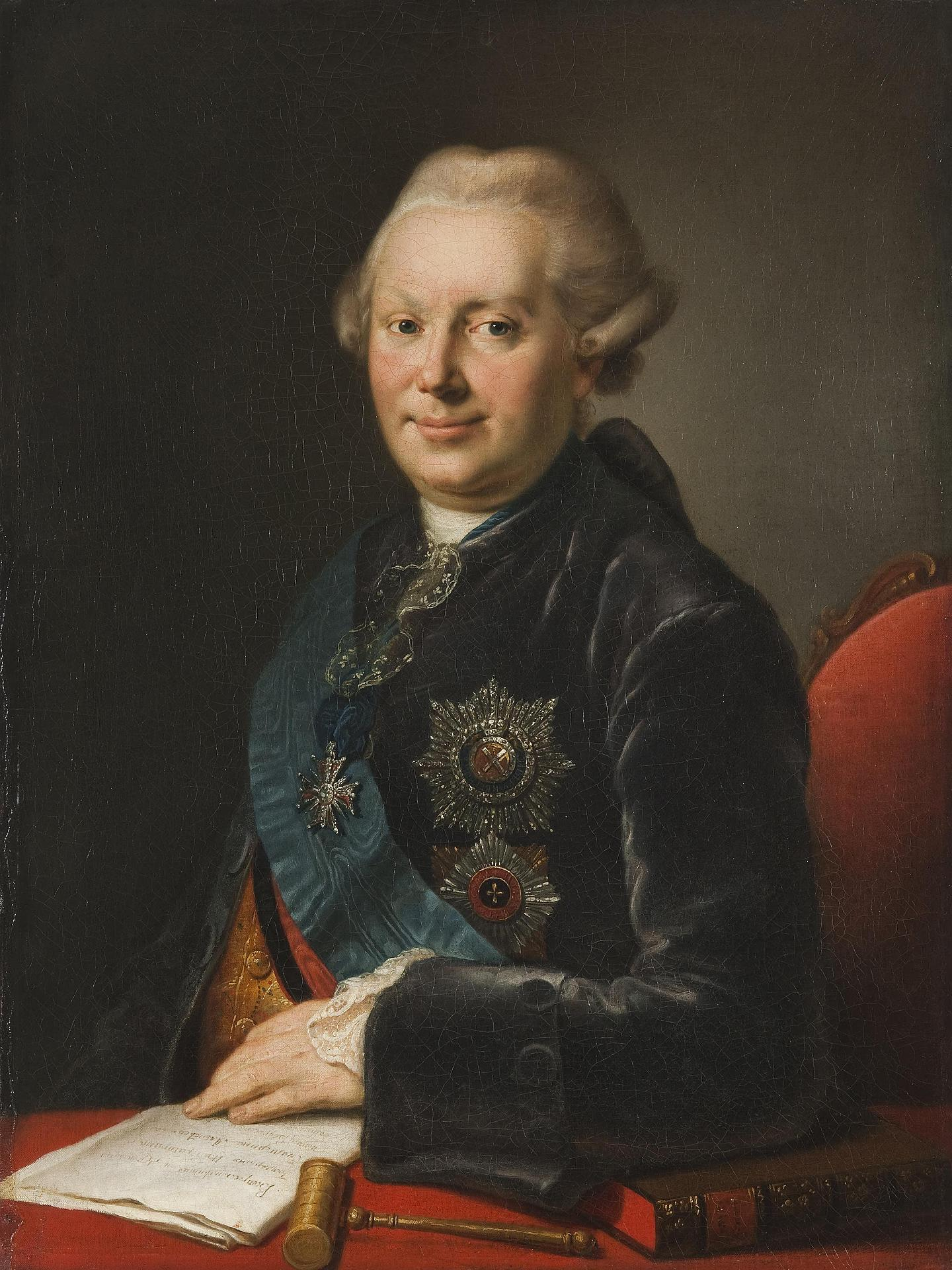
Портрет князя А. А. Вяземского
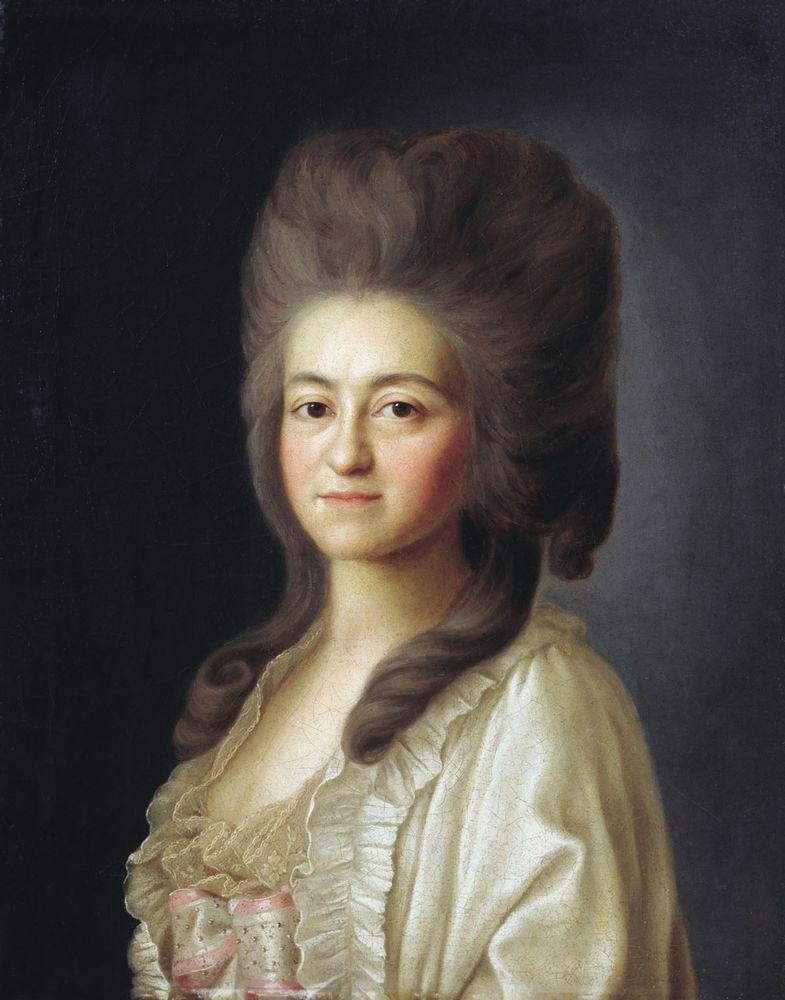
Портрет Е. А. Мельгуновой